# Дрезден (аеропорт)
Аеропо́рт Дре́здена, більше відомий під назвою Аеропорт Дрезден-Клоче (нім. Flughafen Dresden-Klotzsche, (IATA: DRS, ICAO: EDDC)) — міжнародний аеропорт Дрездена, Німеччина. Розташований в Клочі, округ Дрездена, за 9 км на північ від центру міста на висоті 230 м над рівнем моря. Територія аеропорту простягається на 280 га. З вересня 2008 року аеропорт має назву «Дрезден міжнародний».

## Історія

### Ранні роки
Аеропорт був відкритий для комерційного руху 11 липня 1935 року.
Планувався як комерційний аеропорт, його необхідність щодо збройних сил різко збільшилася при Третьому Рейху. Під час Другої світової війни він використовувався виключно у військових цілях.
Повітряне сполучення між аеропортом і містом Вроцлав було встановлено, щоб підтримати німецькі війська під час Осади Бреслау.
Протягом наступних років аеропорт використовувався як центр освіти радянської армії. Він був знову відкритий для комерційного руху 16 червня 1957. У 1959 році міжнародний повітряний рух відновився, насамперед у країни Східного блоку.
Між 1955 і 1961 роками, східно-німецький уряд вирішив розвинути свою власну авіаційну промисловість, що знаходиться в Дрездені. Хоча цей розвиток зрештою зазнав невдачі, воно значно збільшило важливість Аеропорту Клоче, сформувало проєкт і атмосферу аеропорту аж до сьогодні. Після об'єднання Німеччини аеропорт був розширений, додані польоти до Західної Європи. Другий термінал був відкритий в 1995 році.

### Розробка після возз'єднання Німеччини
У 2001 був доданий поточний термінал. Для цього відновили ангар, який спершу використовувався як складальний зал авіаційної промисловості. Аеропорт активно використовується для транспортування продукції розташованих неподалік високотехнологічних підприємств (фабрики напівпровідників AMD (Global Foundries) і Infineon, біопромисловість).
У 2008 році 1 860 364 пасажири пройшли через аеропорт, відбулось збільшення на 0,3 % в порівнянні з попередніми роками й разом із цим був встановлений рекорд для аеропорту. У тому ж році, було 36 968 злетів і посадок, відповідно відбулось збільшення на 2,3 % в порівнянні з попередніми роками. Аеропорт ребрендинг себе як «Дрезден» International у вересні того ж року.
У лютому 2015 року, Etihad оголосив негайне припинення всієї діяльності Дрезден у зв'язку зі змінами їх експлуатаційної концепції. Всі три маршрути закриті в той час, як два недавно анонсовані.

## Дорожній транспорт
Аеропорт зручно сполучено з містом приміською залізницею (S-Bahn S2, 21 хв. Їзди до центрального вокзалу, 2,2 € за 1 проїзд).
Поїздка на таксі, займає приблизно 20 хвилин. Поточна плата за проїзд таксі варіюється від 16 € до 18 €.
Поряд з аеропортом пролягає автомагістраль A4, яка обходить центр Дрездена на його маршруті з Ахена, на голландському кордоні, до міста Герліц, на польському кордоні. В області Дрездена з'єднуються автомагістралі A4 з A13, в Берлін, і A17, які ведуть до чеського кордону та Праги.
В аеропорту є багатоповерхова автостоянка приблизно на 1500 місць, пов'язана з будівлею заскленим пішохідним мостом. Додатково, є три автостоянки тривалого перебування, і автостоянка короткого перебування поруч з будівлею.

## Авіалінії та напрямки, березень 2020
| Авіакомпанія                  | Пункт призначення |
| ----------------------------- | --- |
| Aeroflot                      | Москва-Шереметьєво |
| Bulgarian Air Charter         | Сезонний чартер: Бургас, Варна |
| Corendon Airlines             | Сезонний чартер: Анталія |
| Corendon Airlines Europe      | Сезонний: Хургада |
| easyJet Switzerland           | Базель-Мюлуз-Фрайбург |
| Eurowings                     | Кельн/Бонн, Дюссельдорф, Штутгарт Сезонний: Корфу, Пальма-де-Мальорка, Родос                                                           |
| KLM                           | Амстердам |
| Lufthansa                     | Франкфурт, Мюнхен |
| Ryanair                       | Лондон–Станстед |
| Sundair                       | Сезонний: Анталія, Корфу (з 5 травня 2020), Фуертевентура, Гран-Канарія, Іракліон, Хургада, Кос, Марса-Алам, Родос, Тенерифе-Південний |
| Swiss International Air Lines | Цюрих |

## Статистика

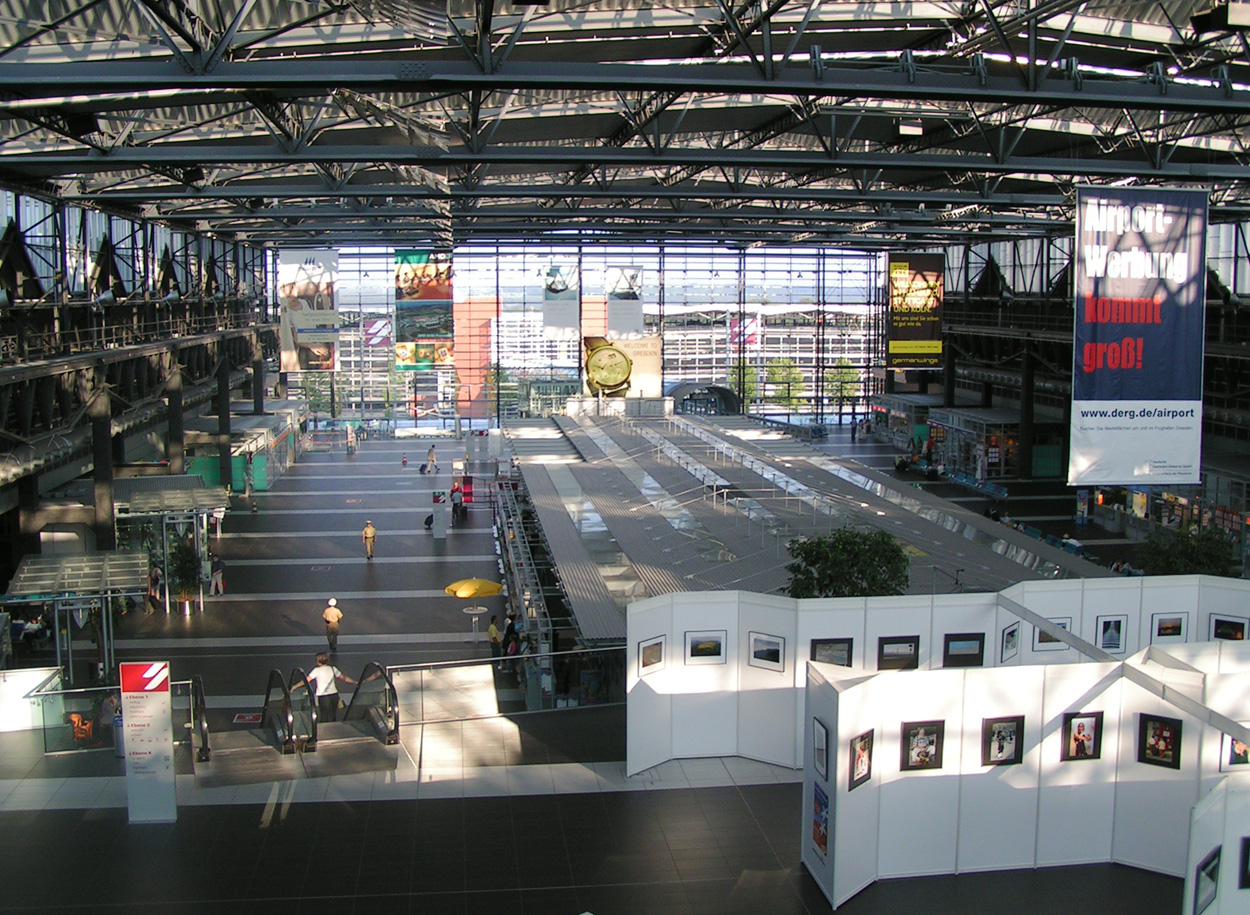
Зал реєстрації

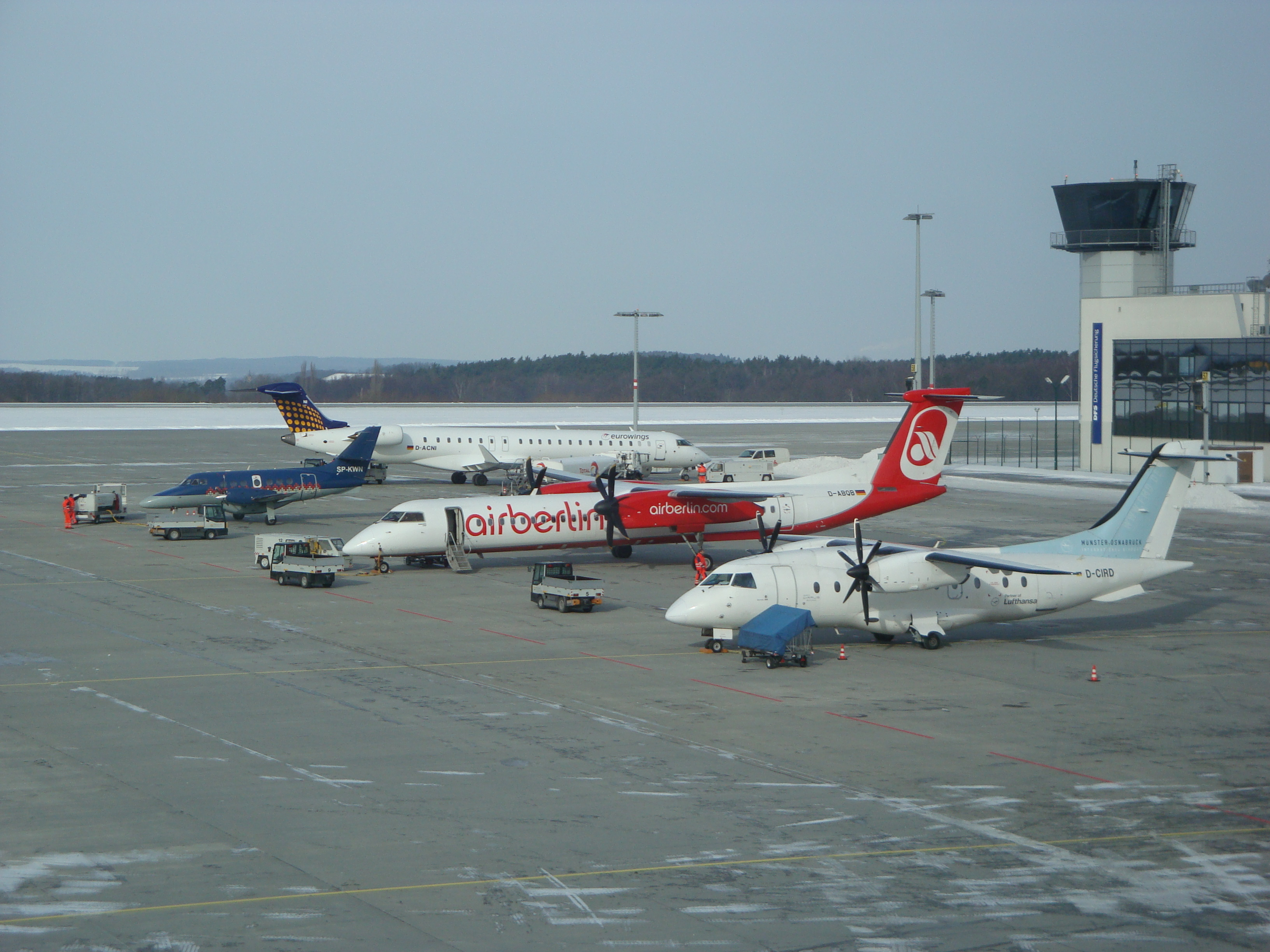
Перон

| 2000        | 1,766,868   |
| 2001        | ▼ 1,649,084 |
| 2002        | ▼ 1,524,886 |
| 2003        | ▲ 1,559,400 |
| 2004        | ▲ 1,626,248 |
| 2005        | ▲ 1,788,797 |
| 2006        | ▲ 1,842,311 |
| 2007        | ▲ 1,854,378 |
| 2008        | ▲ 1,860,364 |
| 2009        | ▼ 1,722,926 |
| 2010        | ▲ 1,847,166 |
| 2011        | ▲ 1,921,633 |
| 2012        | ▼ 1,891,123 |
| 2013        | ▼ 1,757,950 |
| 2014        | ▲ 1,760,408 |
| 2015        | ▼ 1,726,471 |
| 2016        | ▼ 1,667,880 |
| 2017        | ▲ 1,702,572 |
| Source: ADV |             |